# こんにちは2時
『こんにちは2時』（こんにちはにじ）は、1982年10月4日から1995年3月31日までテレビ朝日系列局の一部で生放送されたテレビ朝日制作のワイドショー。放送時間は毎週月曜 - 金曜 14:00 - 14:50 (JST) 、1994年10月3日からは13:55 - 14:50。

## 歴代司会者
| 1982.10 | 1983.9 | 湯浅実1   | 高井正憲2 | 廣瀬雅子2   |
| 1983.10 | 1984.9 | 湯浅実1   | 高井正憲2 | 小宮悦子2   |
| 1984.10 | 1985.9 | 湯浅実1   | 保坂正紀2 | 小宮悦子2   |
| 1985.10 | 1986.3 | 湯浅実1   | 保坂正紀2 | 佐藤仁美2   |
| 1986.4 | 1986.6 | 水口義朗3 | 水口義朗3 | 仁科幸子4   |
| 1986.7 | 1986.9 | 水口義朗3 | 水口義朗3 | 海野まり子5 |
| 1986.10 | 1994.3 | 水口義朗3 | 水口義朗3 | 木下智佳子2 |
| 1994.4 | 1994.9 | 藤井暁2   | 藤井暁2   | 木下智佳子2 |
| 1994.10 | 1995.3 | 藤井暁2   | 藤井暁2   | 三島美佳子6 |
| - 出演当時の肩書きは、以下の通り。 - 1 俳優 - 2 当時テレビ朝日アナウンサー - 3 元「婦人公論」編集長 - 4 タレント - 5 フリーアナウンサー（元フジテレビアナウンサー） - 6 フリーアナウンサー（元福井テレビアナウンサー） |        |           |           |             |

- 水口・木下の他に、内海好江（月曜）、キャシー中島、宮川花子、冨士眞奈美（金曜）、遙洋子、滝大作、島田洋七らタレントが曜日替わりで担当した。

## ネット局
- テレビ朝日
- 北海道テレビ放送（1994年9月30日打ち切り。1994年10月3日より自社制作番組『解決5000番』を放送[2]）
- 青森朝日放送（1991年9月24日サービス放送開始から）
- 東日本放送
- 秋田朝日放送（サービス放送期間中の1992年9月25日から[3]）
- 山形テレビ（1993年4月1日から[4]）
- 福島放送
- 新潟テレビ21（1983年10月開局から最終回まで放送）[5][6]
- 長野朝日放送（サービス放送期間中の1991年3月28日から）[7]
- 静岡県民放送（静岡けんみんテレビ、現：静岡朝日テレビ）1981年5月8日までは朝日放送が同時間帯に制作していたワイドショー『ワイドショー・プラスα』をネットしており[8]、1981年5月25日よりテレビ朝日のネット番組（『女のひろば』）に切り替えた[9]。1994年4月1日打ち切り[10]。
- 北陸朝日放送（1994年4月4日から最終回まで放送[11]、1992年9月25日までは朝日放送制作の番組『晴れ時々たかじん』『べかこの自遊時間』を放送[12]）
- 名古屋テレビ放送（1989年10月2日放送開始[13]、1995年2月17日打ち切り[14]。1988年3月31日まで朝日放送制作の番組を放送していた[15]。）
- 広島ホームテレビ（『べかこの自遊時間』までは朝日放送制作の番組を放送していた。移行後、1994年3月25日[16]で打ち切り）
- 愛媛朝日テレビ（サービス放送期間中の1995年3月27日から最終回の31日まで[17]）
- 山口朝日放送（サービス放送期間中の1993年9月27日から[18]）
- 瀬戸内海放送（1993年4月5日放送開始[19]、1994年4月1日打ち切り[20]。）
- 九州朝日放送（1992年3月30日から[21]。1992年3月27日までは朝日放送制作の番組を放送していた[21]。）
- 長崎文化放送（サービス放送期間中の1990年3月26日から[22]）
- 熊本朝日放送（サービス放送期間中の1989年9月25日から[23]）
- 大分朝日放送（サービス放送期間中の1993年9月27日から[24]）
- 鹿児島放送
- 琉球放送（TBS系列、テレビ朝日系列平日昼の情報番組枠打ち切りに伴う後番組として1993年4月1日から[25]ネット開始。13:55開始になった為、1994年9月30日打ち切り）

## 備考
- 1991年9月24日から30日までサービス放送を行った青森朝日放送では、この番組を放送していたが、該当の時間帯、当時のテレビ朝日系列局である青森放送ではテレ朝正午の番組「女38歳気になるテレビ」を27日まで放送していた。
- 途中打ち切り地域の多くは『土曜ワイド劇場』『月曜ワイド劇場』『火曜スーパーワイド』『火曜ミステリー劇場』など2時間ドラマの再放送に切り替えていた。また、唯一の系列外ネットだった琉球放送では、打ち切り後『徹子の部屋』を遅れネットで放送した。
- 朝日放送（近畿地方）では一度も放送されていない。